# Shamrock Coal Company
Die Shamrock Coal Company ist ein Bergbauunternehmen, das Steinkohle in den Appalachen im Osten der Vereinigten Staaten fördert.

## Geschichte
Die Shamrock Coal Company wurde am 20. Juli 1944 mit Sitz in Knoxville als Bergbau- und Kohlehandelsunternehmen gegründet. Das nach dem Shamrock-Kleeblatt benannte Unternehmen begann, in Tennessee und Kentucky Abbaurechte für Steinkohle zu erwerben und die Kohle im Untertagebau zu fördern. In den 1960er-Jahren erwarb B. Ray Thompson die Anteilsmehrheit am Unternehmen.
Anfang der 1970er-Jahre förderten die Bergwerke der Shamrock Coal Company jährlich etwa 1,3 Millionen Tonnen Steinkohle. 1973 war Shamrock Coal mit 1,271 Millionen Tonnen der elftgrößte Bergbaubetrieb im Osten Kentuckys, wobei die Mine No. 18 das drittgrößte Bergwerk des Bundesstaats war. Von 1979 bis 1987 besaß Shamrock Coal über die eigens dazu gegründete Tochterfirma Oneida & Western Transportation als einer von wenigen amerikanischen Bergbaubetrieben nicht nur eigene Güterwagen, sondern auch eigene Lokomotiven für den Langstreckentransport von Kohle, die unter Frachtführerschaft von Shamrock auf Strecken der Louisville and Nashville Railroad, Seaboard System Railroad und CSX Transportation eingesetzt wurden.
Am 15. August 1979 wurde in Delaware die Holding Elk River Ressources Inc. gegründet, in der Shamrock Coal und die ebenfalls von Thompson gehaltene, in der Verarbeitung von Kohle tätige Jewell Coal & Coke Company zusammengefasst wurden. Elk River wiederum wurde im selben Jahr für etwa 300 Millionen Dollar von der Thompson-Familie an die Sun Company verkauft. Zu diesem Zeitpunkt förderten Shamrock und Tochterbetriebe etwa vier Millionen Tonnen Kohle pro Jahr.
1984 wurde der Hauptsitz von Shamrock Coal nach Manchester verlegt, wo das Unternehmen unter anderem Anlagen zur Bahnverladung von Kohle betrieb. Ende 1987 wurde die Geschäftstätigkeit der in Manchester registrierten Shamrock Coal Company von einer gleichnamigen, nach dem Gesellschaftsrecht Delawares in Wilmington registrierten Firma übernommen. Zu diesem Zeitpunkt förderte Shamrock Coal mit rund 640 Mitarbeitern in Minen und Tagebauen in den Counties Clinton, Harlan, Leslie, McCreary und Perry etwa drei Millionen Tonnen Steinkohle pro Jahr. Aufgrund von Absatzschwierigkeiten wurden allerdings zum 1. September 1988 die Bergwerke der Greenwood Division in den Clinton- und MyCreary-Counties stillgelegt.
Im Februar 1999 verkaufte die Elk River-Holding ihr Tochterunternehmen Shamrock Coal an die James River Coal Company in Richmond. Die Bergwerke, Lagerstätten und sonstigen Anlagen von Shamrock wurden dem Bledsoe complex des neuen Eigentümers zugeteilt. Shamrock Coal ist als Tochterunternehmen von James River Coal weiterhin eine eingetragene Firma mit Sitz in London im Laurel County. Nach der Übernahme und damit verbundenen Neustrukturierungen hatte Shamrock Coal 1999 1018 Mitarbeiter, die einen Umsatz von 46,6 Millionen Dollar erzielten. James River Coal meldete 2014 Insolvenz an und befindet sich in Reorganisation nach Chapter 11 BC.